# Pietro Figlioli
Pietro Figlioli (Rio de Janeiro, 29. svibnja 1984.), talijanski vaterpolist. Igrač je Pro Recca. Prije je igrao za australsku reprezentaciju, a talijansko je državljanstvo uzeo 2009. Njegov otac José Fiolo bio je brazilski plivač. Pietro je visok 190 cm i ima masu 94 kg. Uvršten je u najbolju momčad Svjetskog prvenstva u vaterpolu 2013. na kojem je Italija osvojila četvrto mjesto.